# Medienunternehmen
Medienunternehmen sind Unternehmen der Medienwirtschaft, deren Betriebszweck in der Kombination von Informationen, Nachrichten, Unterhaltung und Werbung zu einem marktreifen Endprodukt besteht.

## Allgemeines
Diese Kombination wird als Verpackung von Medieninhalten (englisch content-packaging) bezeichnet und ist das entscheidende, definitionsbestimmende Merkmal von Medienunternehmen. Die Medienunternehmen sind Erkenntnisobjekt der Medienbetriebslehre.

## Geschichte
Erste bedeutende Medienunternehmen waren die Buchverlage, die nach der Erfindung des Buchdrucks durch Johannes Gutenberg um 1440 aufkamen. Bis zu seiner Erfindung wurden Dokumente und Bücher hauptsächlich in den Skriptorien der Klöster vervielfältigt. Der Buchdruck ermöglichte es, Schriften und Bilder in großer Anzahl relativ kostengünstig zu reproduzieren. Mit der Weiterentwicklung der Drucktechnik im weiteren Verlauf des 15. Jahrhunderts breitete sich der Buchdruck in wenigen Jahrzehnten in ganz Europa und in den Jahrhunderten später über die ganze Welt aus.

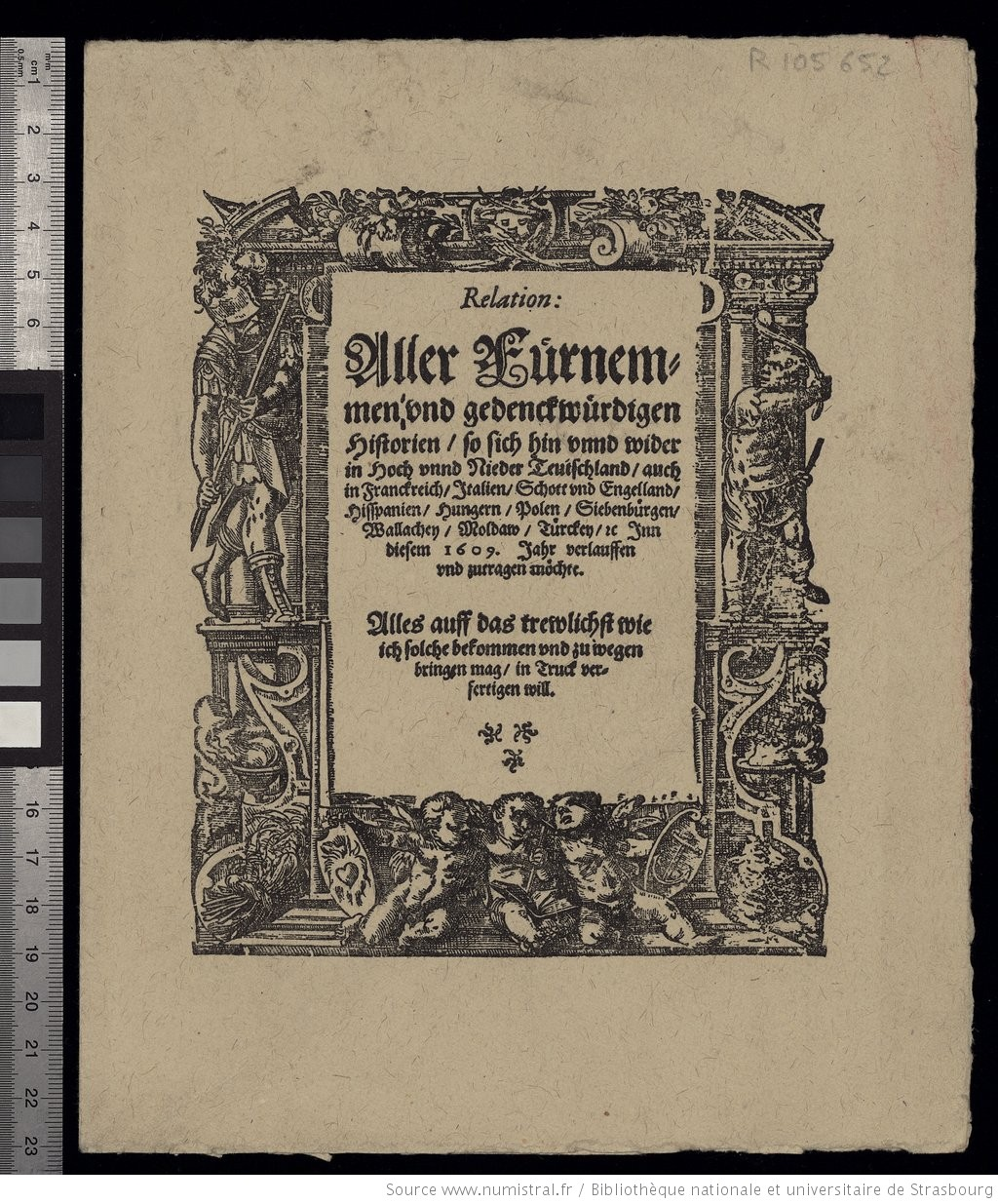
Titelblatt der Relation von 1609

Einkommende Zeitungen, 1650, Nr. 9

Die weltweit erste Wochenzeitung erschien 1605 in deutscher Sprache in Straßburg unter dem Titel „Relation aller fürnemmen und gedenckwürdigen Historien“. Ihr Verleger Johann Carolus gilt als erster Zeitungsverleger. Die erste Tageszeitung erschien am 1. Juli 1650 vom Leipziger Verleger Timotheus Ritzsch. Zwei Jahre später erlosch sein Zeitungsprivileg, doch schon im Januar 1660 brachte er eine neue Tageszeitung heraus.
Der Pädagoge Joachim Heinrich Campe sprach sich 1788 im Braunschweigischen Journal für die „Nützlichkeit periodischer Schriften“ aus. 1830 kam in den USA die erste „Penny Press“, ein Billigprodukt im Straßenverkauf auf, die in Philadelphia erschienene Tageszeitung „The Cent“ für einen Cent. Ihr folgte nach 1890 die auf Sensationen und Skandale spezialisierte „Yellow Press“. Mit der New York Sun (1833–1950) gab Benjamin Day um die Mitte des 19. Jahrhunderts die erste großstädtische Penny-Press-Zeitung heraus, ein Blatt, das zu einem geringen Preis abgesetzt wurde, um ein großes Publikum sowie das Interesse von Werbeinserenten zu gewinnen.
Leopold Ullstein gab 1904 mit der „B.Z. am Mittag“ die erste große Boulevardzeitung heraus, die aus einem Zeitungsverlag stammte. Die Rotationspresse, die Bildung breiter Bevölkerungsschichten und der Zugang zu Kapital beförderte die industrialisierte Presseproduktion und brachte die Form von Zeitung hervor, wie wir sie heute kennen. Um die Jahrhundertwende verkörperten Pressebarone wie James Gordon Bennett junior, William Randolph Hearst, Frank A. Munsey oder Joseph Pulitzer den neuen Verlegertypus. Als innovative und aggressive Verleger setzten sie mit ihren Printprodukten weniger auf Kultur und Tiefeninformation als auf einen breitenwirksamen, marktschreierischen Journalismus. Sie verbreiteten Nachrichten, die nicht selten um Sensationshappen angereichert waren. Großbritannien brachte einige einflussreichen Medienmogule hervor, die Brüder Harmsworth (Lord Northcliffe, Lord Rothermere und Sir Lester Harmsworth). Um 1920 besaßen diese drei Herren das größte Medienkonglomerat der westlichen Welt.
In Deutschland begann inzwischen Rudolf Mosse (u. a. Begründer des Berliner Tageblatts) 1867 mit seinem Blatt Annoncen-Expedition mit der täglichen Herstellung und Verbreitung von Zeitungen in Berlin, was ihm hohe Gewinne, aber auch Nachahmer und Wettbewerber brachte. Die Berliner Kochstraße verwandelte sich ein Zeitungsviertel, analog zur Londoner Fleet Street. Von der Kochstraße aus traten Leopold Ullstein mit seinem Neuen Berliner Tagblatt und der Vossischen Zeitung sowie August Scherl mit seinem Berliner Lokal-Anzeiger und Die Woche in Konkurrenz zu Mosse. Alfred Hugenberg jedoch, von 1909 bis 1918 Generaldirektor der Krupp AG, baute ab 1919 den ersten Konzern auf, der medienübergreifend operierte. Beteiligungen an diversen Zeitungen wurden mit Bilderdiensten, Presseagenturen, Anzeigen- und Korrespondenzdiensten, Werbeagenturen und sogar mit einem Filmproduktionsunternehmen, der UFA, unter einem Dach zusammengefasst. Nicht zuletzt wird an der Person Alfred Hugenbergs die Liaison von Medien und Politik deutlich, die inzwischen weltweit Tradition hat. Über seine Medienorgane nahm Hugenberg Einfluss auf die Politik, er gilt als Unterstützer Hitlers.
Die Erfindung des Radios – für die einige Teilprozesse notwendig waren – mit systematischem Radioprogramm kann auf den Dezember 1906 datiert werden, als zu Heiligabend ein Weihnachtsprogramm in Brant Rock (Massachusetts) ausgestrahlt wurde. Hierfür schuf man als Medienunternehmen den Rundfunkveranstalter, später auch für das Fernsehen den Fernsehveranstalter. Die Erfindungen und Verfeinerungen der Rundfunk-, Foto-, Filmtechnik, der Telegraphie und das Aufkommen von Musik- und anderen Datenträgern beschleunigten im 19. Jahrhundert den Prozess der Unternehmensbildung im Mediensektor und sorgten für deren wirtschaftlichen Erfolg. Im USA der 1920er Jahre kam das kommerzielle Radiosystem auf. Erfindungen in Frankreich und in den USA trugen zur Fortentwicklung der Filmtechnik bei. Kinos mutierten vom Jahrmarktspektakel zu festen Einrichtungen der Großstädte. Die Beliebtheit bei den Zuschauern und die damit einhergehenden Gewinne ermutigten amerikanische Unternehmer zur Gründung der Hollywood-Studios, die vom langjährigen Verpflichten von Leinwandstars über die Filmproduktion bis hin zu Verkauf und Auswertung die gesamte Verwertungskette abdeckten. Zeitweise wurden von nur fünf US-Filmstudios 60 % der weltweiten Kinoerlöse generiert. Die Zugpferde des Studiosystems hießen William Fox (Fox Film Corporation), Adolph Zukor (Paramount Pictures) oder Harry, Sam, Albert und Jack Warner (Warner Brothers). In den 1950er Jahren kam das Fernsehen als ernstzunehmendes Medium hinzu.
Die Unternehmen von Randolph Hearst und Reinhard Mohn (Bertelsmann) können als die ersten integrierten und für andere vorbildhaften Medienkonzerne der Welt gelten.
Die stärkste Dynamik, seit der Einführung des Privatfernsehens, hat die Digitalisierung bei den Medienunternehmen ausgelöst, die neue Formen der Medienproduktion, der -bündelung, des -vertriebs und der weltweiten -nutzung erlaubt. Von Beginn an und noch heute stellt der Online-Sektor allerdings ein spekulatives Geschäftsfeld mit offener Entwicklungsrichtung dar, wie Time Warner mit dem gescheiterten AOL-Zukauf und die Verlagsgruppe Georg von Holtzbrinck mit dem Zukauf von StudiVZ auf unterschiedliche Weise erfahren haben. Traditionelle Medienunternehmen kaufen Internetunternehmen trotz geringer Wertschöpfungsaussichten, um den Anschluss an das Mega-Medium nicht zu verpassen, um an der Neuverteilung von Werbegeldern zu partizipieren oder um auf crossmediale Werbekooperationen zu setzen, wie das Unternehmen Google Inc., das 2007 mit dem Satelliten-TV-Anbieter Dish Network ein Abkommen schloss, um mit seinem Pay-per-Click-Werbemodell auch im Fernsehen Umsätze zu generieren.
Moderne Medienunternehmen drangen durch das Internet um 1990 auf den Medienmarkt, so etwa die Betreiber der Suchmaschine Google, des Online-Versands Amazon oder soziale Medien wie Facebook oder Youtube.

## Unternehmensprozesse
Auch in Medienunternehmen sind – wie in anderen Betriebsformen – betriebliche Funktionen installiert. In der Beschaffung werden insbesondere Filme (Fernsehfilme und Kinofilme) und Filmrechte (Fernsehen), Nachrichten und Informationen (Radio, Zeitungen) oder Werbekunden akquiriert. Die Medienproduktion besteht aus Eigenproduktion und/oder Fremdfertigung. Der Produktionsprozess ist erst beendet, wenn die Medienprodukte gesendet (Fernsehsendung, Hörfunksendung), gedruckt (Zeitungsdruck), veröffentlicht (Bücher, Kinofilme, Bild- und Tonträger) oder im Internet durch Datenübertragung (Download) abgerufen wurden.
Da es sich um Dienstleistungsunternehmen handelt, fällt mit der Produktion der Vertrieb der Medienprodukte zeitlich oft zusammen (etwa bei Liveübertragungen oder Zeitungen) oder der Vertrieb erfolgt später (Filmaufzeichnung im Filmarchiv). Medienunternehmen gehören zum Dienstleistungssektor und sind deshalb meist sehr personalintensiv mit einem hohen Anteil an Personalkosten und Gemeinkosten.

## Übersicht Medienunternehmen
Es gibt folgende wesentliche Arten von Medienunternehmen:
| Wirtschaftszweig  | Medienunternehmen                          | Medienprodukte                                                                                               |
| ----------------- | ------------------------------------------ | --- |
| Rundfunk          | Rundfunkveranstalter (Fernsehen und Radio) | Fernsehsendung, Radiosendung                                                                                 |
| Filmproduktion    | Filmproduktionsgesellschaften              | Fernsehfilme, Kinofilme, Videogames                                                                          |
| Internet          | Internetdienstanbieter                     | elektronischer Handel, Suchmaschinen, soziale Netzwerke, Instant Messaging, Streaming Media, Video-on-Demand |
| Musikindustrie    | Tonträgerunternehmen                       | Tonträger (Compact Discs, Schallplatten), Musikdownloads, Musikstreaming                                     |
| Telekommunikation | Telekommunikationsunternehmen              | Internetdienste, Mobilfunk, Telefonie, Internet-Telefonie                                                    |
| Verlagswesen      | Buchverlage, Musikverlage, Zeitungsverlage | Bücher, E-Books Management von Urheberrechten Zeitungen, Zeitschriften                                       |

Die Musikverlage gehören formell zum Verlagswesen, wirtschaftlich werden sie zur Musikindustrie gerechnet. Keine Unternehmen der Medienwirtschaft sind Film- und Musikproduzenten, Künstleragenturen, Nachrichtenagenturen oder Tonstudios, weil sie lediglich Vorleistungen erbringen oder Vorleistungsgüter
erstellen.

### Rundfunk und Fernsehen
Betreiber von Rundfunk und Fernsehen heißen Rundfunkveranstalter. Sie bieten entweder ein Vollprogramm (für alle Zielgruppen mit allen Sendeformaten wie Information, Beratung, Bildung und Unterhaltung) oder Spartenprogramm (für bestimmte Zielgruppen mit nur einem Sendeformat) an. Da mehrere Veranstalter miteinander in Substitutionskonkurrenz zueinander stehen, spielen die Marktanteile eine wichtige Rolle. Sie werden gemessen durch Einschaltquoten.

### Zeitungen/Zeitschriften
Zeitungen und Zeitschriften werden analog in Papierform angeboten, viele sind digital als Internet-Zeitungen verfügbar.
Betreiber von Zeitungen und Zeitschriften sind Zeitungsverlage. Das Angebot ist vielfältig und umfasst Tageszeitungen (allgemein oder nach Sparte; etwa Boulevardzeitungen, Sonntagszeitungen, Sportzeitungen), Wochenzeitungen (Illustrierte, Nachrichtenmagazine, Sportmagazine) oder Fachzeitschriften für Fachgebiete (meist monatlich oder quartalsmäßig: Zeitschrift für Betriebswirtschaft). Ihr Marktanteil wird durch verkaufte Auflagen gemessen.

### Verlage
Verlage vervielfältigen und verbreiten Werke der Kunst (Kunstverlage), Literatur (Buchverlage), Musik (Musikverlage), Unterhaltung oder Wissenschaft (Wissenschaftsverlage). Verlage können eigenständig oder Teil eines Medienkonzerns sein.

## Medienkonzerne
Die Konzentrationswelle vor allem in der Musikindustrie (bei Tonträgerunternehmen und Musikverlagen) ist auf den Massenmarkt der Popmusik zurückzuführen, der ab etwa 1964 zum Massenmarkt und Wachstumsmarkt avancierte. Durch Mergers & Acquisitions gab es zahlreiche Unternehmenszusammenschlüsse, die zu Großunternehmen und multinationalen Konzernen geführt haben.

### Deutsche Medienkonzerne nach 1945
Die Publikationen Bild-Zeitung, Hörzu und Die Welt aus dem Hause Axel Springer eroberten nach dem Zweiten Weltkrieg und der Zerschlagung des NS-Pressetrusts durch die Alliierten den deutschen Markt. Axel Cäsar Springer war der Verleger, dem es gelang, den ersten erfolgreichen und politisch einflussreichen nachkriegsdeutschen Pressekonzern aufzubauen. Die Springerpresse wurde wie kein anderes Medium in Deutschland zum Sinnbild publizistisch-politischer Macht. Von der außerparlamentarischen Opposition, insbesondere während der 1960er Jahre, wurden die Springermedien unter Beschuss genommen („Enteignet Springer!“), auf der anderen Seite auch von Politikern wie Gerhard Schröder („Zum Regieren brauche ich nur Bild, Bams und Glotze“) zu Publicityzwecken genutzt. Die deutsche Bertelsmann AG zeigt exemplarisch die Entwicklung eines integrierten Medienkonzerns. Nachdem Bertelsmann sein Buchclubnetz in den Nachkriegsjahren neu aufgebaut hatte, stieg man 1958 mit der Gründung des Schallplattenlabels Ariola ins Musikgeschäft ein und 1964 mit der Übernahme der Universum Film (UFA) ins Filmgewerbe. 1969 kaufte sich Bertelsmann beim Hamburger Verlagshaus Gruner + Jahr ein. Der Eintritt in die Kinofilm- und Fernsehbranche erfolgte in den 1960er Jahren, kam aber nur schleppend voran.
Neben Bertelsmann und Springer zählen die Verlagsgruppe Georg von Holtzbrinck, Hubert Burda Media, die Bauer Media Group, die Funke Mediengruppe sowie die Verlagsgruppe Weltbild zu den größten deutschen Medienunternehmen. Auch die öffentlich-rechtlichen Rundfunkanstalten ARD und ZDF und das private Fernsehunternehmen ProSiebenSat.1 fallen in diese Kategorie. Die ARD belegte im Jahr 2007 mit einem Etat von mehr als sechs Milliarden Euro Platz 18 in der Rangliste der größten Medienunternehmen weltweit.

### International
Die weltweit größten Medienkonzerne – gemessen an ihren Umsatzerlösen – waren 2021:
| Konzern                 | Staat               | Umsatzerlöse in Mrd. US-Dollar |
| ----------------------- | ------------------- | ------------------------------ |
| Alphabet Inc.           | Vereinigte Staaten  | 217,8                          |
| Meta Platforms          | Vereinigte Staaten  | 99,7                           |
| Comcast                 | Vereinigte Staaten  | 98,4                           |
| Tencent                 | Volksrepublik China | 73,4                           |
| Apple                   | Vereinigte Staaten  | 57,9                           |
| The Walt Disney Company | Vereinigte Staaten  | 57,0                           |
| Amazon                  | Vereinigte Staaten  | 53,2                           |
| ByteDance               | Volksrepublik China | 49,0                           |
| Charter Communications  | Vereinigte Staaten  | 43,7                           |
| Sony Corporation        | Japan               | 39,2                           |
| WarnerMedia             | Vereinigte Staaten  | 30,1                           |

Die Liste wird dominiert von US-Konzernen. Größter deutscher Medienkonzern mit 18,7 Mrd. US-Dollar Umsatz ist die Bertelsmann SE & Co. KGaA.

## Wirtschaftliche Aspekte
Medienunternehmen sind wesentliche Urheber und Träger von Mode- und Meinungsbildung in der Bevölkerung. Wegen ihrer realen oder vermuteten Deutungsmacht und ihrer Einflussmöglichkeiten auf die öffentliche Meinung und politische Entwicklungen (Agenda Setting) stehen besonders die großen Medienkonzerne im Zentrum medienpolitischer und gesellschaftlicher Debatten. Medienkonzerne sind Konzerne im Medienbereich. Sie sind Zusammenschlüsse einer größeren Zahl rechtlich selbständiger Einzelunternehmen, die typischerweise den größten Teil ihres Umsatzes mit Presse-, Rundfunk-, Film-, Musik- oder Online-Inhalten erwirtschaften. Einige Medienkonzerne verfügen über Budgets in der Höhe von Nationalstaaten. Die sechs umsatzstärksten Medienkonzerne der Welt sind in US-amerikanischem Besitz. Das Unternehmenswachstum ist enorm, vor allem das externe Wachstum durch Unternehmenskäufe. So führte Comcast im Geschäftsjahr 2013 das Ranking mit 48,7 Mrd. Euro noch an, wurde inzwischen aber durch Alphabet Inc. und andere überholt. Die Konzerne Google, The Walt Disney Company, News Corporation und Time Warner belegen die Plätze zwei bis fünf. Als Motoren und Moderatoren der Globalisierung haben Medienkonzerne wirtschaftliche und meinungsbildende Macht.
In den „TIME-Industrien“ (Telekommunikation, Informationstechnologie, Massenmedien und Entertainment) verschwimmen die Grenzen. Außerdem stirbt der Typus des klassischen „Medienmoguls“ mit politischer Wirkungsabsicht aus, den heute im Grunde nur noch Rupert Murdoch in Reinform verkörpert. Figuren wie Silvio Berlusconi oder Michael Bloomberg, die mit Hilfe der Medien an die politische Front drängen, gibt es im Unterschied dazu häufiger. Medienunternehmer eines neueren Typus stellen z. B. die Google-Manager Sergey Brin, Larry Page und Eric Schmidt dar. Sie betreiben Lobbying im Hintergrund und setzen auf Kooperationen mit den Wettbewerbern (Google Inc. z. B. mit Yahoo Inc.). Es sieht danach aus, als ob die Zukunft visionären Medienunternehmern gehört, die wirtschaftlich, technisch und publizistisch kompetent sind und mehr oder weniger offen politische Macht ausüben. Die neuen Manager müssen noch beweisen, ob sie sich langfristig auf einem unübersichtlichen, schnelllebigen Markt durchsetzen können. Dass die neuen Medienunternehmer nicht bloß Werbegelder einkassieren, sondern auch politische Macht ausüben, zeigt beispielhaft das Abkommen zwischen Google Inc. und der chinesischen Regierung, das zum Blocken des Googleangebots in China führte.